# Toni Tennille
Cathryn Antoinette «Toni» Tennille (Montgomery, Alabama; 8 de mayo de 1940) es una cantante, compositora y tecladista estadounidense, conocida como la mitad del dúo de los años 70 Captain & Tennille con su entonces esposo Daryl Dragon; su canción insignia es «Love Will Keep Us Together». Tennille también ha hecho trabajo musical independientemente de su esposo, incluyendo álbumes en solitario y trabajos de sesión.

## Primeros años
Tennille nació y creció en Montgomery, Alabama, y tiene tres hermanas menores. Su padre Frank era dueño de una tienda de muebles y también trabajó en la Legislatura de Alabama desde 1951 hasta 1954. Había sido cantante con los Bobcats de Bob Crosby. Su madre, Cathryn, presentó un programa de televisión local.
Tennille se graduó en Sidney Lanier High School y luego durante dos años asistió a la Universidad de Auburn en Alabama, donde estudió piano clásico y cantó con la banda de la universidad, los Auburn Knights.
En 1959, la familia de Tennille se mudó de Montgomery a la península de Balboa, California, donde trabajó primero como empleada de archivo y luego como analista estadística para la North American Rockwell Corporation.

## Carrera
Mientras vivía en Corona del Mar en Newport Beach, California, a fines de la década de 1960, Tennille fue miembro del Repertorio de la Costa Sur. Ron Thronsen, uno de los directores del repertorio, le pidió a Tennille en 1969 que escribiera la música de un nuevo musical de rock en el que estaba trabajando, llamado Mother Earth. El musical fue un éxito a nivel local, se fue de camino a San Francisco y Los Ángeles en 1971, y eventualmente llegó al circuito de Broadway para algunas funciones en el Belasco Theatre en octubre de 1972. Aunque Tennille ya no estaba asociada con el musical en ese momento. llegó a Broadway, fue reconocida como la compositora con su nombre de casada, Shearer.
En 1971, Tennille conoció a su futuro esposo Daryl Dragon en San Francisco durante las audiciones para Mother Earth. Dragon había viajado previamente con The Beach Boys y había grabado con ellos como músico de estudio. Después de que Mother Earth terminó, Dragon regresó a The Beach Boys y presentó a Tennille a la banda. Tennille tocó el piano eléctrico con la banda durante su gira de 1972. En 1973, Tennille y Dragon se fueron para formar Captain & Tennille y comenzaron a actuar en clubes locales. En septiembre de 1973, lanzaron su primer single autofinanciado, «The Way I Want to Touch You», que fue un éxito local y los ayudó a obtener un contrato de grabación con A&M Records. El dúo grabó una versión de la canción de Neil Sedaka y Howard Greenfield «Love Will Keep Us Together» en 1975, que se convirtió en un gran éxito y finalmente ganó el premio Grammy a la mejor grabación del año en los premios Grammy de 1976.
En 1974, Tennille cantó vocales de fondo en el álbum Caribou de Elton John.
En 1979 cantó coros en The Wall de Pink Floyd.
El 8 de julio de 1980, Tennille cantó el himno nacional de los Estados Unidos en el Juego de las Estrellas de las Grandes Ligas de Béisbol en el Dodger Stadium en Los Ángeles.
Desde septiembre de 1980 hasta enero de 1981, Tennille organizó su propio programa de entrevistas de televisión, The Toni Tennille Show.
Desde septiembre de 1998 hasta junio de 1999, Tennille actuó como Victoria Grant/Conde Victor Grazinski en la gira nacional de la obra Victor/Victoria.
Con su entonces esposo, Daryl Dragon, como Captain & Tennille, grabó la canción navideña «Saving Up Christmas» incluida en su caja de DVD para The Captain & Tennille Show de 1976-1977; esto fue seguido por un álbum completo de Navidad titulado The Secret of Christmas, lanzado en 2007.
En abril de 2016, Tennille publicó sus memorias, Toni Tennille: A Memoir, y realizó una gira de libros para promocionarla más tarde ese verano. También se publicó un audiolibro de las memorias en el servicio de audiolibros Audible.

## Vida personal

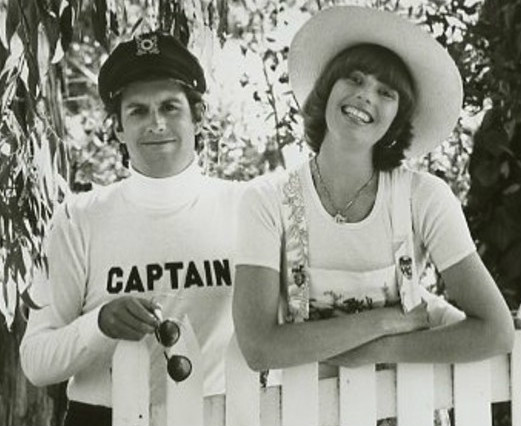
Tennille y Dragon en 1976.

Tennille se casó con su primer marido, Kenneth Shearer, en junio de 1962 a la edad de 22 años. Se divorciaron a fines de 1972. Luego se casó con Daryl Dragon el 11 de noviembre de 1975. La pareja se mudó de Reno, Nevada, a Prescott, Arizona, en 2007. Se divorciaron en julio de 2014.
En 2015, Tennille se mudó a Florida por sugerencia de su hermana Jane. Durante la promoción de su autobiografía en Today en la primavera de 2016, Tennille dijo que la razón de su divorcio fue la «incapacidad de ser cariñoso» de Dragon. Sin embargo, más tarde dio a entender que Dragon reaccionó positivamente a sus memorias y la revelación diciendo: «Te vi en The Today Show. Estaba orgulloso de ti».
A pesar de su divorcio, Tennille y Dragon siguieron siendo amigos hasta su muerte por insuficiencia renal el 2 de enero de 2019. Dragon declaró en una entrevista en febrero de 2017 con People que Tennille había regresado a Arizona para ayudarlo después de un incidente grave relacionado con la salud que había experimentado el año anterior.

## Discografía

### Álbumes de estudio
- More Than You Know (1984)[4]
- All of Me (1987)[4]
- Do It Again (1988)[24]
- Never Let Me Go (1991)
- Things Are Swingin' (1994)[25]
- Incurably Romantic (2001)[26]